# آلیشیا ویت
آلیشیا روان ویت (انگلیسی: Alicia Roanne Witt؛ زادهٔ ۲۱ اوت ۱۹۷۵) یک بازیگر اهل ایالات متحده آمریکا است. وی از سال ۱۹۸۴ میلادی تاکنون مشغول فعالیت بوده‌است.
از فیلم‌ها یا برنامه‌های تلویزیونی که وی در آن نقش داشته است می‌توان به نظم و قانون: قصد جنایی ، تل‌ماسه، قطعه موسیقی آقای هولاند، آخرین تعطیلات، فرشتگان و دختران گاوچران، در معرض خشم، بدن، استراحت و حرکت، لنگ‌دراز، گاو برانکس و آگهی دوهفته اشاره کرد.